# Le Pellerin
 Le Pellerin  es una comuna y población de Francia, en la región de País del Loira, departamento de Loira Atlántico, en el distrito de Nantes. Es la cabecera del cantón homónimo.
Su población oficial en el censo realizado en 2019 era de 5200 habitantes. Forma parte de la aglomeración urbana de Nantes.
Está integrada en la Communauté urbaine Nantes Métropole.

## Historia
Durante las guerras de religión en Francia, la villa fue ocupada por tropas españolas que apoyaban a la Liga Católica entre 1590 y 1598.

## Fechas clave
- 1040: fundación del priorato de Le Pellerin.
- siglo XI: lugar de paso hacia Santiago de Compostela.
- siglo XVIII: hasta entonces, Le Pellerin fue un puerto muy activo.
- 1759: nacimiento de Joseph Fouché, ministro de la policía de Napoleón.
- 1793: destrucción de la aldea por las fuerzas revolucionarias.
- 1838: reconstrucción de los muelles.
- 1892: inauguración del Canal de la Martinière.
- 1976: proyecto de central nuclear en Le Pellerin.
- 2001: Le Pellerin se convierte en miembro de la comunidad urbana de Nantes, rebautizada como Nantes Métropole en 2004.[5]

## Demografía
| 2667 | 2685 | 2902 | 3478 | 3712 | 3774 | 5200 |
| Para los censos de 1962 a 1999 la población legal corresponde a la población sin duplicidades (Fuente: INSEE [Consultar]) |      |      |      |      |      |      |